# Vosjod (Novopokróvskaya, Krasnodar)
Vosjod (del ruso: Восхо́д) es un posiólok del raión de Novopokróvskaya del krai de Krasnodar, en Rusia. Está situado 21 km al sureste de Novopokróvskaya y 172 km al nordeste de Krasnodar, la capital del krai. Tenía 438 habitantes en 2010.
Pertenece al municipio Pokróvskoye.